# María Teresa Pérez (política española)
María Teresa Pérez Díaz (Petrel, 29 de julio de 1993) es una periodista y política española perteneciente al partido Podemos. Fue diputada por Alicante en la XIII legislatura del Congreso de los Diputados y directora general del Instituto de la Juventud entre 2020 y 2023.

## Biografía
Natural de Petrel, municipio del interior de la provincia de Alicante. Estudió Periodismo en la Universidad Carlos III de Madrid, donde fue elegida representante de alumnos en diversos puestos. Durante esa época residió en el Colegio Mayor Fernando de los Ríos de Getafe, donde ocupó una beca para la organización del Servicio de Actividades Residenciales. Hizo un máster de Reporterismo de Televisión en la Universidad Rey Juan Carlos y, posteriormente, se especializó en la modalidad 'Mapas y herramientas para una nueva cultura de ciudadanía' con otro máster en Política Mediática, en la Universidad Complutense de Madrid. 
Como periodista, trabajó en distintas agencias de comunicación, concretamente en el departamento EFE TV de la Agencia EFE y en la sección de Desayunos Informativos de la Agencia Europa Press, además de colaboraciones puntuales en otros medios.

## Trayectoria política

### Inicios políticos como diputada
Con solo 23 años fue fichada en el equipo de asesores de Podemos, partido en el que ya militaba desde sus inicios. Con 25, en las elecciones generales del 28 de abril de 2019 fue elegida diputada nacional por la circunscripción de Alicante, convirtiéndose en la tercera diputada más joven de la XIII Legislatura en el Congreso de los Diputados.
María Teresa Pérez marcó perfil político al llevar al debate nacional el conflicto laboral de las mujeres del calzado alicantino, las llamadas aparadoras. Hija, nieta y sobrina de mujeres aparadoras de los municipios industriales, prometió que pisaría las alfombras del Congreso con zapatos hechos por su madre para reclamar la mejora de sus condiciones, aumento de inspecciones y cumplimiento de los derechos laborales en el sector. Además, defendió en la tribuna del Congreso el compromiso ecologista de la juventud y la necesidad de cuidar nuestro entorno en una intervención relativa a la DANA que azotó el sureste español ese septiembre dejando varios fallecidos.
Generó también un importante revuelo un artículo de opinión publicado en eldiario.es titulado «"La rubia es retrasada pero yo le daba": mi primer mes como diputada», en el que relataba las experiencias machistas que había vivido las primeras semanas como mujer joven en política.

### Instituto de la Juventud
En la repetición electoral del 10 de noviembre de 2019 no revalidó su escaño, sin embargo, ante la formación del primer gobierno de coalición de la historia de España entre Unidas Podemos y PSOE, fue nombrada directora general del Instituto de la Juventud, a propuesta del vicepresidente segundo del Gobierno y ministro de Derechos Sociales y Agenda 2030, Pablo Iglesias, y previa deliberación del Consejo de Ministros en su reunión del día 11 de febrero de 2020. Con 26 años se convirtió en el alto cargo de gobierno más joven de la segunda administración de Sánchez.

### Cargos de partido
A nivel de partido, fue elegida por los inscritos e inscritas de Podemos miembro del Consejo Ciudadano Estatal en la tercera Asamblea Ciudadana Estatal de la formación, conocida como Vistalegre III, donde Pablo Iglesias fue reelegido Secretario General, en mayo de 2020. A esta le sucedieron las asambleas autonómicas, en la que María Teresa Pérez entró a formar parte del Consejo Ciudadano Valenciano y elegida por la nueva Coordinadora Autonómica, Pilar Lima, como parte de su ejecutiva, ocupando la Secretaría de Relaciones Institucionales y la Portavocía de la formación en la Comunidad Valenciana.

### Posteriores citas electorales
En octubre de 2022 anunció su intención de encabezar la lista de Podemos por Alicante para las Elecciones a las Cortes Valencianas de 2023, pero finalmente decidió retirarse para centrarse en la política nacional. Finalmente, el partido perdería su representación en las Cortes Valencianas en esas elecciones, al no obtener el 5% de los votos mínimos.
En las Elecciones generales de España de 2023 Podemos la propuso como candidata
, pero finalmente no pudo concurrir en listas, ya que la negociación de las listas para la coalición Sumar se decidió otorgar todos los puestos de salida a los otros partidos (Compromís, IU y Movimiento Sumar).
Con la salida de Podemos del Gobierno perdió su puesto en el Instituto de la Juventud. Al no tener cargos institucionales, se presentó nuevamente en listas en las Elecciones al Parlamento Europeo de 2024, no obteniendo tampoco escaño al ir en 4º lugar (Podemos consiguió únicamente 2 diputados).
Actualmente ejerce como coordinadora de Podemos en la Comunidad Valenciana, siendo éste un partido extraparlamentario, sin representación institucional en las Cortes Valencianas ni en ninguno de los ayuntamientos de las tres capitales.